# (22581) Rosahemphill
(22581) Rosahemphill (1998 HH77) – planetoida z pasa głównego asteroid okrążająca Słońce w ciągu 3,76 lat w średniej odległości 2,42 j.a. Odkryta 21 kwietnia 1998 roku.